# MGM-31 Pershing

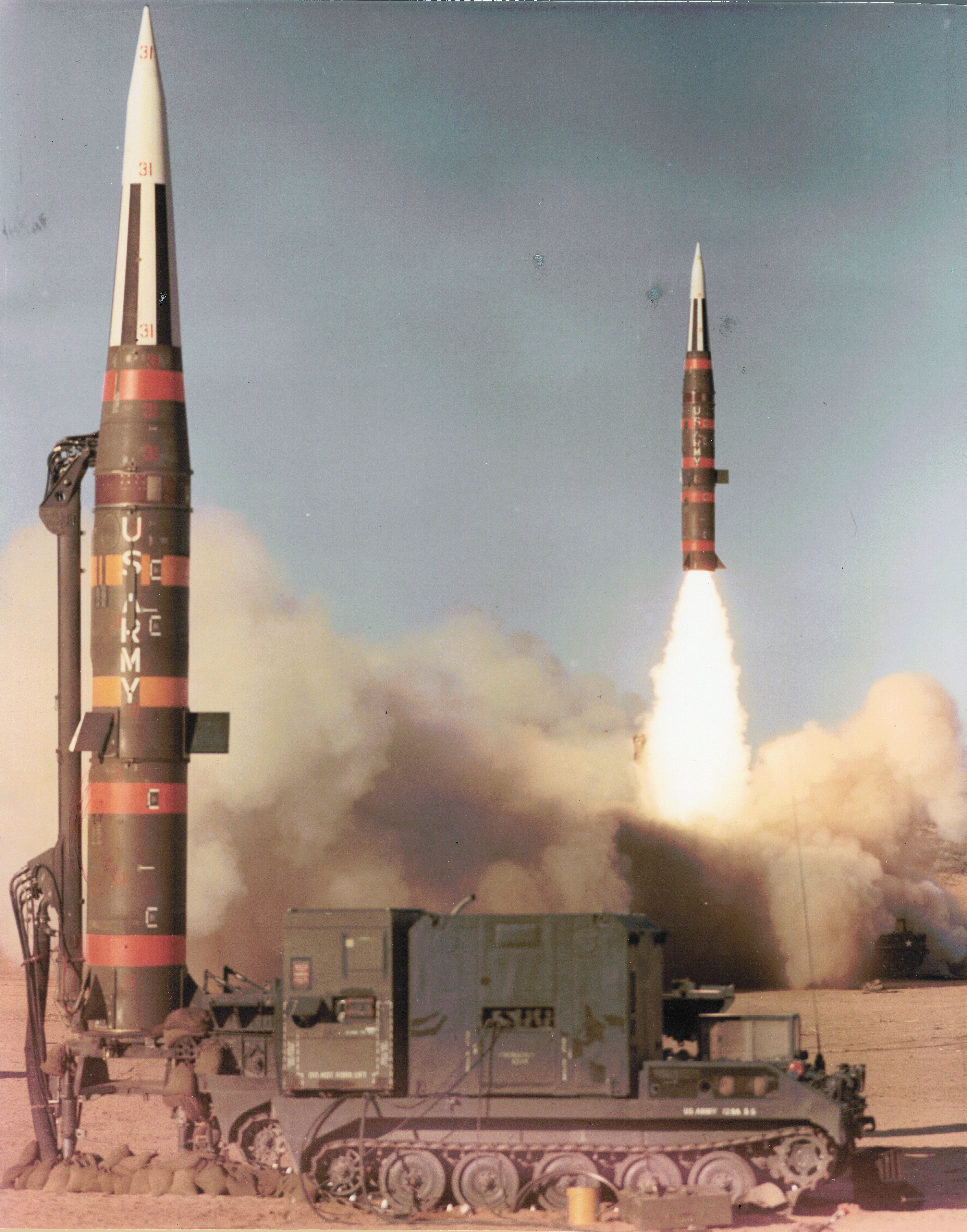
Pershing I

Pershing a fost o familie de rachete balistice cu rază medie de acțiune cu combustibil solid, purtătoare de capete de luptă termonucleare. Au fost cosntruite de  Martin Marietta Corporation ca succesor pentru racheta Redstone , numite după generalul american John Joseph Pershing. După sfârșitul Războiului Rece au fost distruse în conformitate cu Tratatul cu privire la rachetele cu rază medie de acțiune din  8 decembrie 1987. Au fost staționate în principal în Germania de Vest dar și în Coreea de Sud. Au căpătat notorietate datorită dublei decizii a NATO din 1979 și a mișcării de pace.

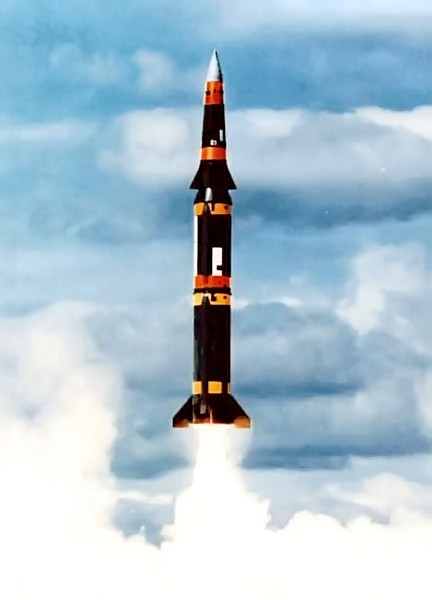
Pershing II